# Burg Zußdorf
Die Burg Zußdorf ist eine von zwei abgegangenen Burgen im Ortsbereich von Zußdorf, einem Ortsteil der Gemeinde Wilhelmsdorf im Landkreis Ravensburg (Baden-Württemberg). Neben der Burg Zußdorf lag am westlichen Ortsrand die Burg Gebelberg, von der allerdings nur sehr wenig bekannt ist.
Die Turmburg wurde erstmals mit Heinrich von Zußdorf, einem Ministerialen der Grafen von Heiligenberg genannt, von dessen Geschlecht weitere Herren in der Mitte des 13. bis Mitte des 14. Jahrhunderts erwähnt werden.
Nachdem die Burg 1298 („Castrum Zusdorf“) im Eigenbesitz des Heinrich von Niuvrun (vermutlich Neufra bei Riedlingen) war, kam sie nach mehreren Besitzerwechseln an die Stadt Ravensburg und wurde nach weiteren Besitzerwechseln 1646 im Zuge des Dreißigjährigen Krieges zerstört. Der Burgturm wurde 1823 abgebrochen.